# 17093 Supanklang
A 17093 Supanklang (ideiglenes jelöléssel (17093) 1999 JH22) a Naprendszer kisbolygóövében található aszteroida. A LINEAR projekt keretében fedezték fel 1999. május 10-én.